# بن روثلسبيرغر
اسمه الكامل بنجامين تود روثلسبيرغر سير (بالإنجليزية: Benjamin Todd Roethlisberger Sr.)‏ ويعرف باسم بيغ بين (بالإنجليزية: Big Ben)‏ هو لاعب كرة قدم أمريكية ولد في يوم 2 مارس 1982 في ليما في أوهايو لعائلة سويسرية الأصل. يلعب حالياً مع نادي بيتسبورغ ستيلرز.